# 阿齐穆-安德雷法纳大区
阿齐穆-安德雷法纳大區是馬達加斯加的23個大區之一，位於該國南部，北臨梅纳贝大区，東毗上馬齊亞特拉大區、伊胡龙贝大区、阿諾西大區和安德鲁伊大区，南面和西面是莫桑比克海峽，首府是圖利亞拉，下分9縣，面積66,236平方公里，2004年人口約1,018,500。
1. ↑   (PDF). Institut National de la Statistique Madagascar.   [May 23, 2020]. （原始内容 (PDF)存档于June 24, 2021）.
2. ↑  . hdi.globaldatalab.org.   [2018-09-13] （英语）.